# Hyrylä
Hyrylä (suédois : Skavaböle) est l'un des trois villages et le centre administratif de Tuusula en Finlande.

## Présentation
Hyrylä est situé sur la rive sud du lac de Tuusula, à environ 10 minutes en voiture de l'aéroport d'Helsinki-Vantaa et à 25 kilomètres d'Helsinki. 
La route de Tuusula est la connexion routière la plus directe entre Hyrylä et la capitale.

## Transports
Hyrylä est situé sur la route principale 45 qui va d'Helsinki à Hyvinkää.
La route régionale 139, dite Nahkelantie, mène de Hyrylä à Nurmijärvi, la route régionale 145, dite Järvenpääntie, mène de Hyrylä à Järvenpää et la route régionale 148, dite Kulloontie, mène de Hyrylä à Kerava puis à Sipoo.
Hyrylä est desservi par la ligne U des bus de la région d'Helsinki.

## Galerie

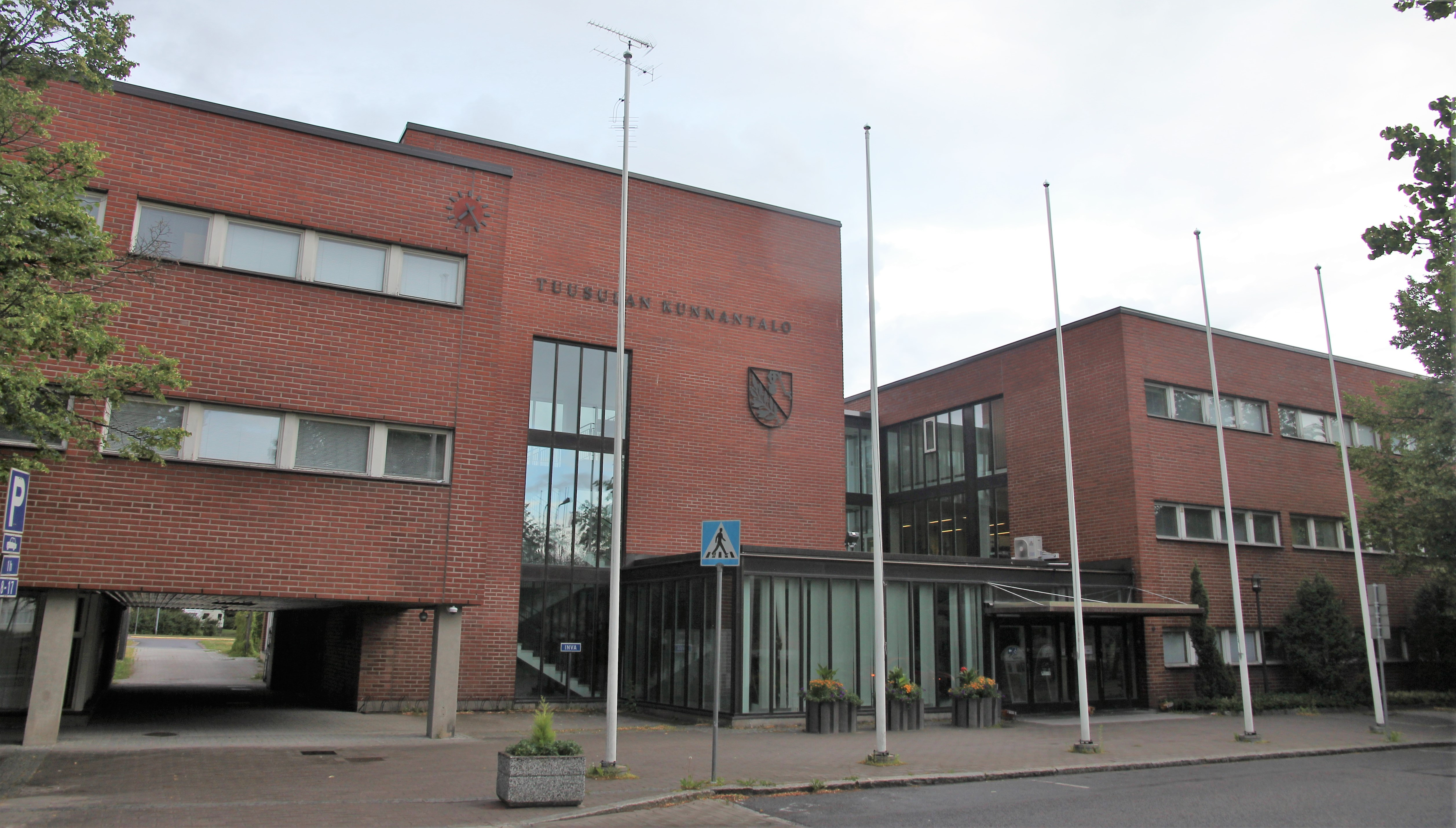
Mairie de Tuusula à Hyrylä.
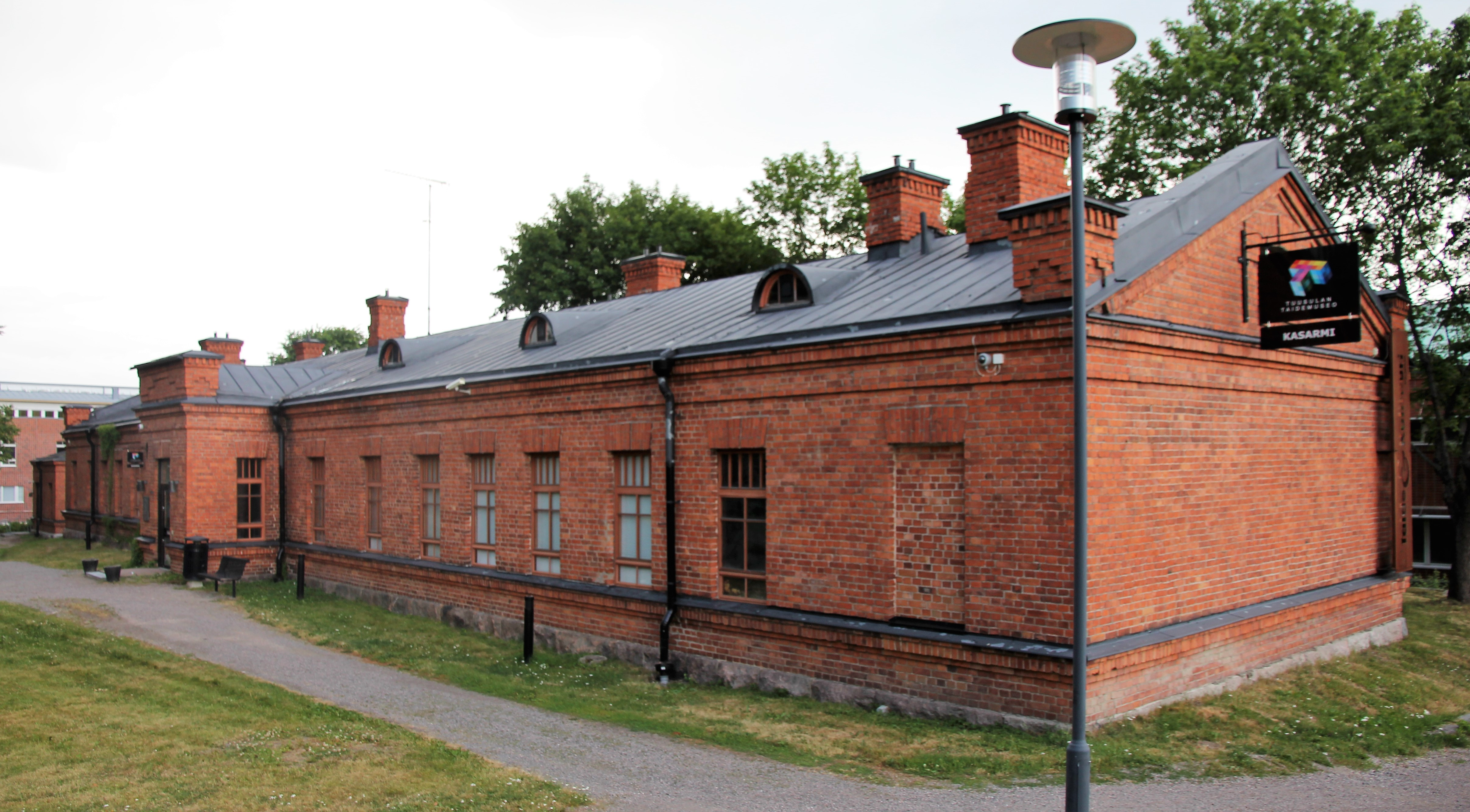
Musée d'art Kasarmi.
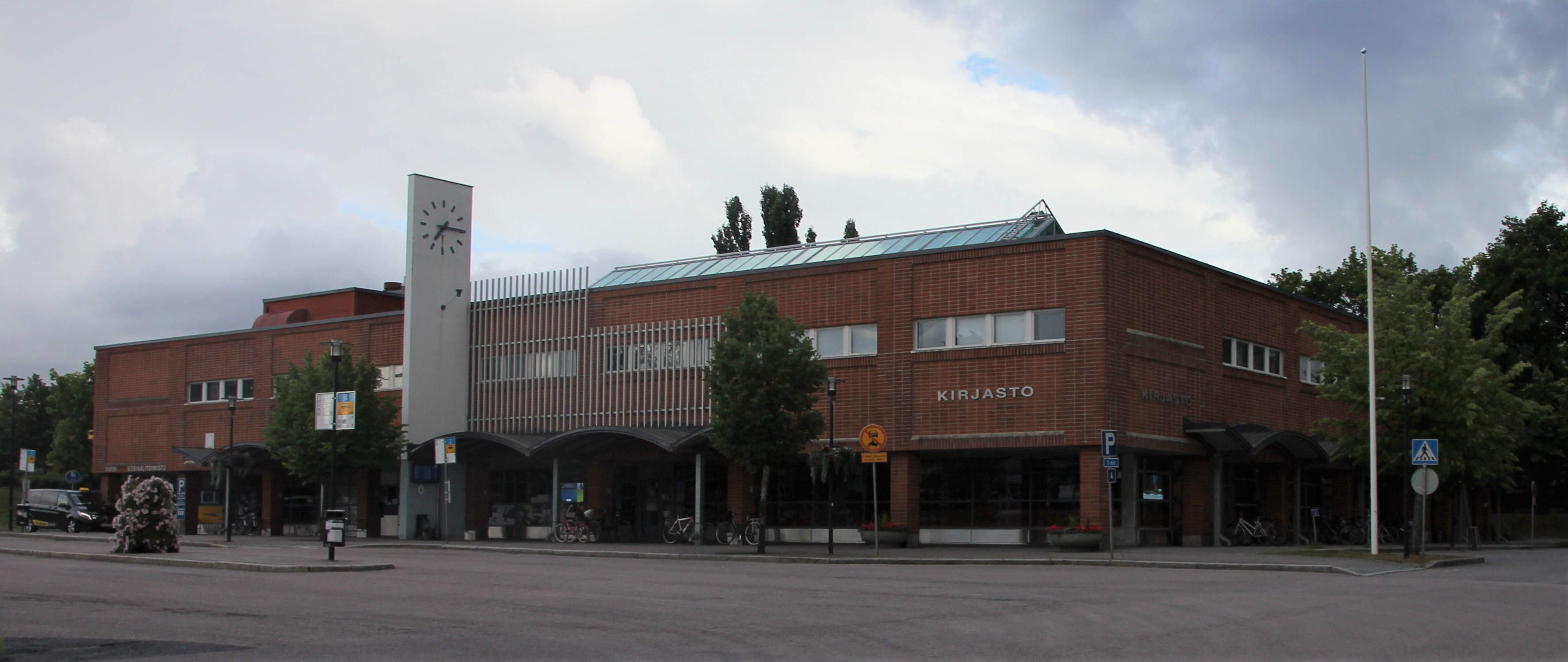
Bibliothèque principale de Tuusula à Hyrylä.